# Галицьке бюро при ЦК КП(б)У
Галицьке бюро при ЦК КП(б)У — партійний орган для організації політичної роботи серед колишніх військовополонених і біженців — вихідців із західно-українських земель. Створене 26 лютого 1920 у Москві. До його складу входили: І.Краснокутський, О.Пушкар, Я.Баландюк, О.Букшований, Н.Кухарчук (майбутня дружина М.Хрущова) та ін. 
Йому були підпорядковані Галицькі бюро при окремих губкомах партії, зокрема Сибірському (об'єднувало 15 тис. осіб) в м. Омськ (нині місто в РФ), при політвідділі Запасної армії (2 тис.) в м. Казань (нині столиця Татарстану, РФ). 
Бюро підтримувало зв'язок із галицькими громадами Далекосхідної Республіки (10 тис.), Туркестану (3 тис.), а також інтернованими формуваннями Української Галицької армії в Чехословаччині (6 тис.), ув'язненими стрільцями та старшинами УГА у підмосковному концтаборі ВЧК у Кожухові (близько 400 осіб, з яких зусиллями бюро визволено 250). 
Бюро брало участь у формуванні галицьких військ. частин, які відправлялися на польський фронт (див. Польсько-радянська війна 1920), тісно співпрацювало з Галицьким революційним комітетом і галицьким організаційним комітетом КП(б)У. Діяло до кінця 1920 р.